# Biretta

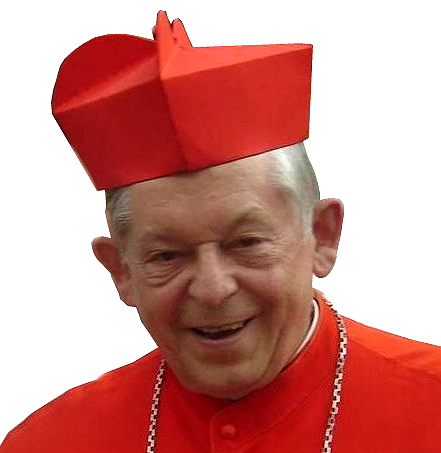
Kardinal Józef Glemp iförd biretta.

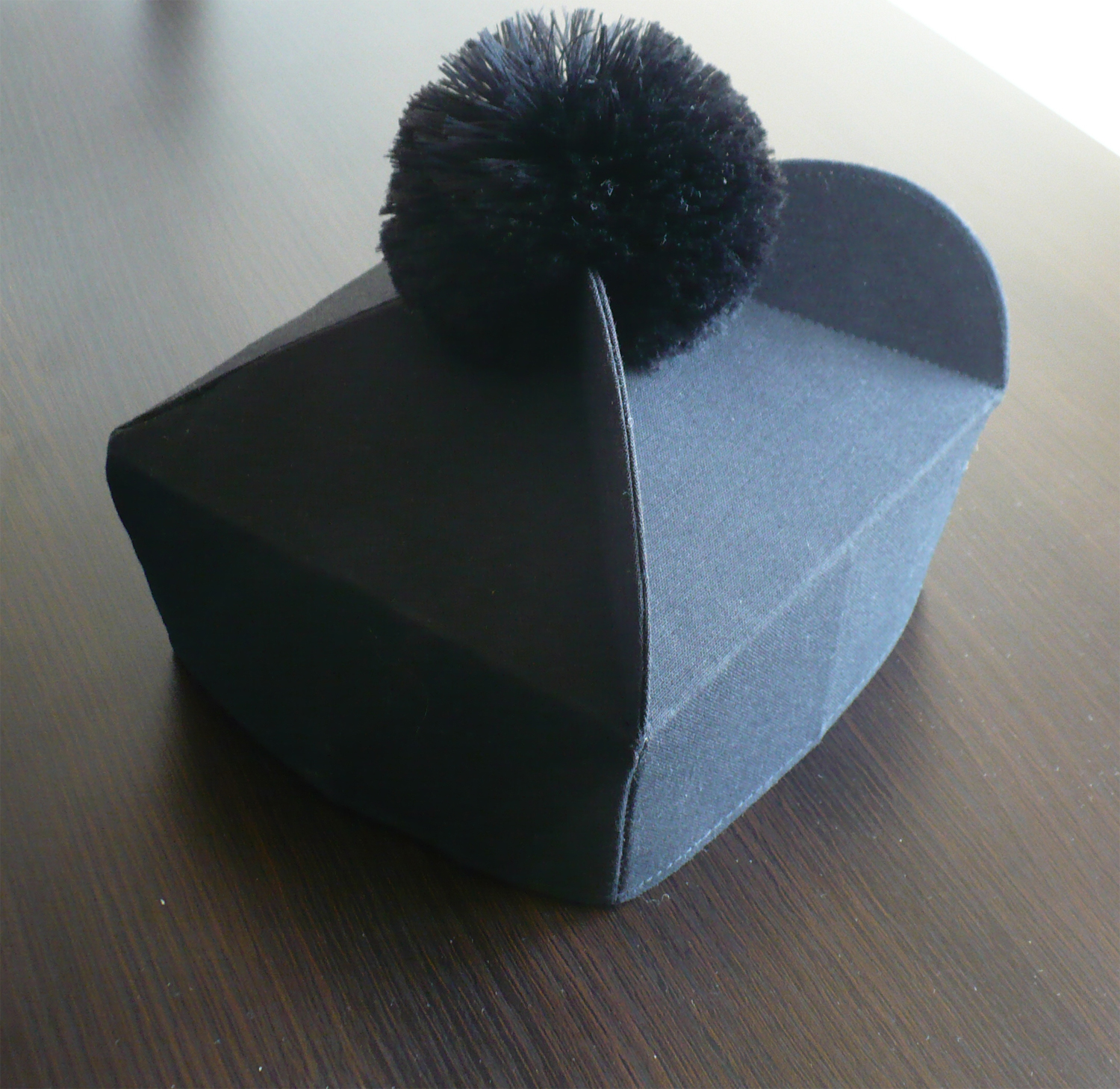
Svart biretta för romersk-katolska präster.

Biretta eller birett (latin biretum) är en fyrkantig huvudbonad med tre eller fyra toppar eller horn, ibland även krönt av en tofs. Numera är birettan vanligen rund med en fyrkantig hård bas och rund kulle skuren i tre eller fyra delar, med eller utan tofs i mitten.
Traditionellt bärs de tre-toppade birettorna av katolska präster och även av vissa anglikanska och lutherska prästerskap. Därtill har det funnits och finns akademiska och juridiska birettor.

## Beskrivning

### Liturgisk biretta
Birettan är en del av den latinska kyrkans kordräkt. Ifall den bärs till mässhake eller stola, betecknar den prästens dömande, undervisande och vägledande ämbete, varför prästen bär den på huvudet bland annat under delar av ceremonierna vid dop, bikt eller kyrktagning. Av samma skäl äger biskopar, präster och diakoner rätt att predika iförda birettan.
Färgen anger bärarens rang. Präster bär svart biretta, monsignorer svart biretta med olika lila inslag, biskopar lila och kardinaler röd biretta. Påven använder inte biretta. Äldre ordensmedlemmar bär birettan i ordensdräktens färg. Kardinalsbirettan, vars utdelning från påvens hand utgör det viktigaste inslaget i kardinalsutnämningens ceremoni, förses aldrig med tofs.
Birettan blev vanlig på 1300-talet. Från och med 1950-talet upplevde birettan delvis en nedgång, men blir åter allt vanligare.
Birettan förekommer även inom den anglikanska högkyrkan. I sin äldre form (Canterbury cap) utgör den än i dag en av flera traditionella huvudbonader för det högre anglikanska kleresiet.

### Akademisk biretta
Den fyr-toppade birettan är inte liturgisk utan användes av disputerade klerker vid de medeltida universiteten.

### Juridisk biretta
Ibland bärs birettan av advokater i domstolar, till exempel advokater på Kanalöarna. Även domare i Polen har burit biretta.

## Bilder

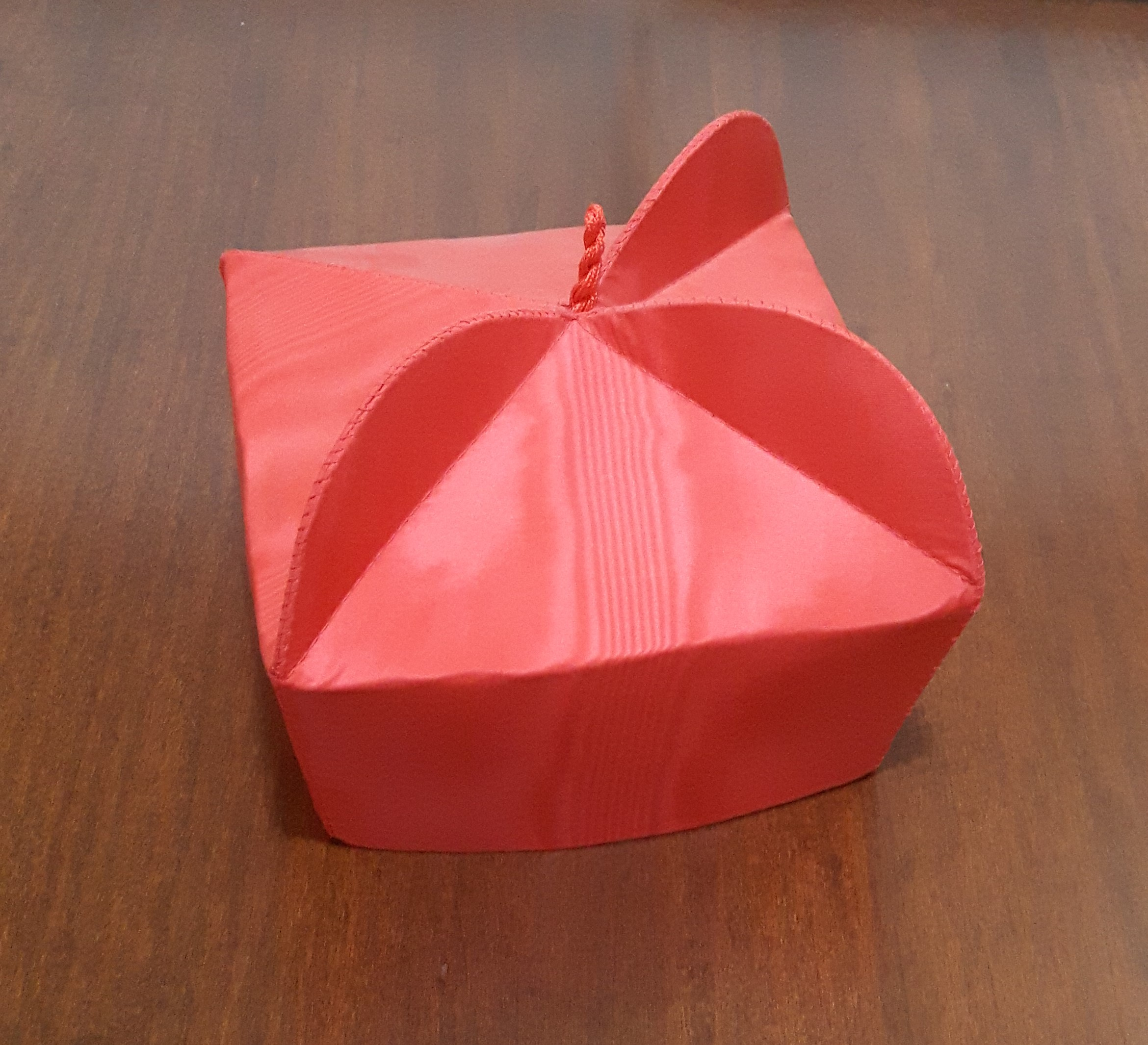
Röd kardinalsbiretta.
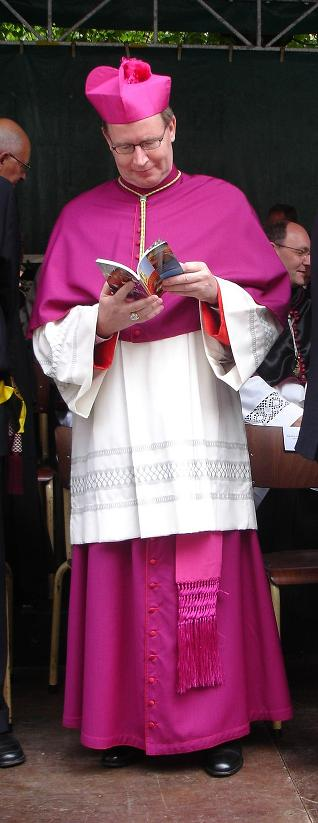
Nederländsk ärkebiskop med lila biretta.
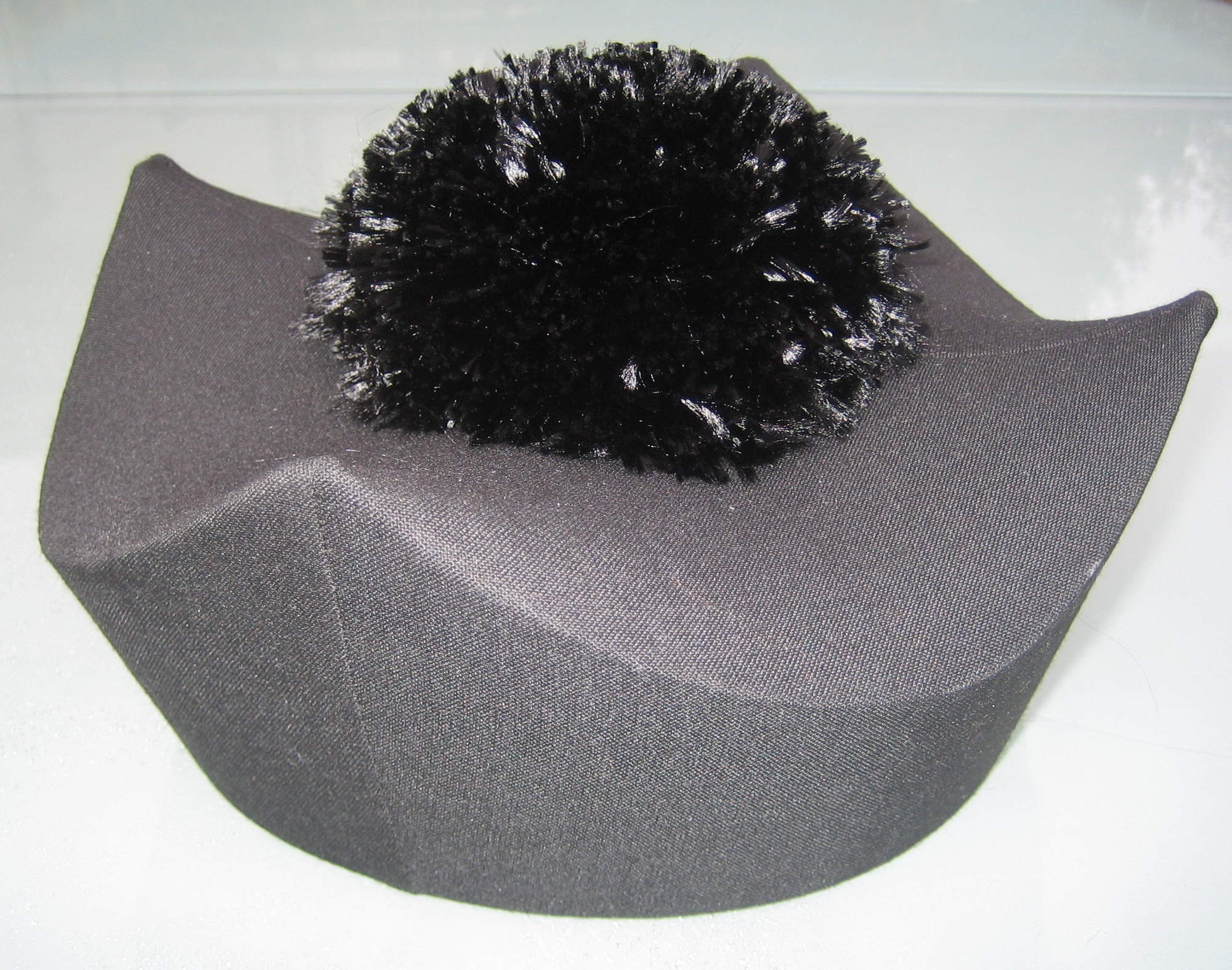
Bonete, den spanska birettan.
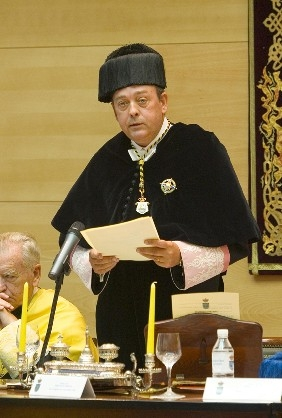
Spansk rektor (högskolepresident) i full akademisk ämbetsdräkt.
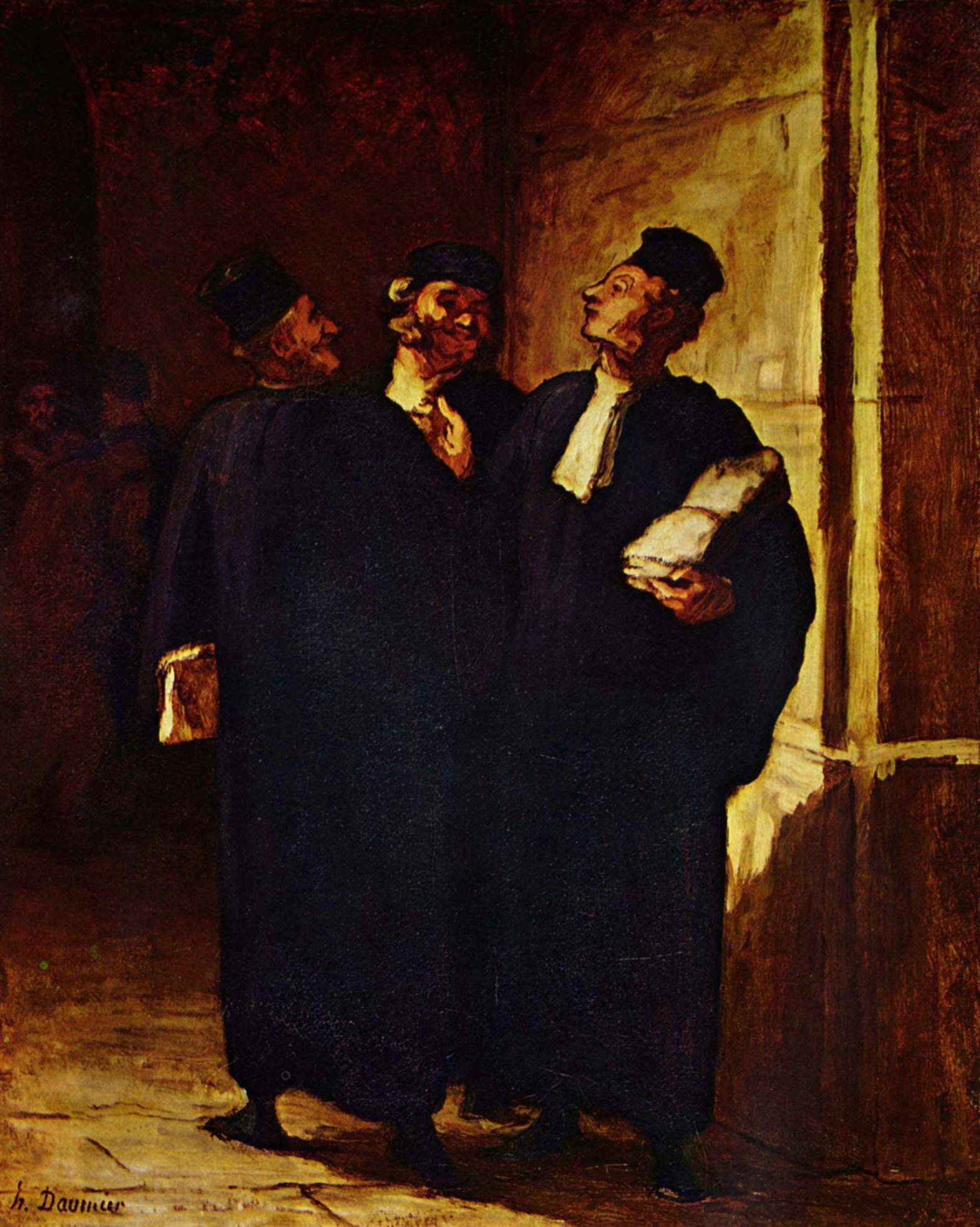
Advokater på en 1800-tals målning av fransmannen Honoré Daumier.